# Natriumjodide
Natriumjodide (NaI) is het jodidezout van natrium. Het komt onder normale omstandigheden voor als een goed in water oplosbare witte kristallijne vaste stof.

## Eigenschappen
In oplossing is het zout onstabiel. Het wordt onder invloed van licht omgezet in di-jood, waardoor oplossingen van dit zout na een tijdje geel beginnen te worden.

## Toepassingen
Natriumjodide wordt gebruikt bij de behandeling van jodiumdeficiëntie.
Het wordt gebruikt in de Finkelstein-reactie, om een chlooralkaan in een joodalkaan om te zetten. Dit berust op de onoplosbaarheid van natriumchloride in aceton als drijvende kracht:
{\displaystyle {\ce {R-Cl + NaI -> R-I + NaCl v}}}
Met thallium gedoteerd natriumjodide wordt gebruikt in scintillatiedetectors voor gammastraling, onder andere in gammacamera's.